# 김국반
김국반(金國飯, 572년 이전 ~ 미상)은 신라의 왕족이다. 신라 제26대 왕 진평왕(眞平王)의 동복 아우이며, 신라 제28대 왕 진덕여왕(眞德女王)의 생부이고, 신라 제27대 왕 선덕여왕(善德女王)의 둘째 숙부이다.
김국분(金國芬), 김국기안(金國其安), 김국진안(金國眞安)이라고도 한다. 진평왕 즉위 원년(579년)에 진안 갈문왕(眞安 葛文王)으로 책봉되었다.

## 생애
김국반은 신라 제26대 진평왕의 동생이며, 제28대 진덕여왕의 아버지다. 부인은 월명부인 박씨(月明夫人 朴氏)이다.
579년(진평왕 1년) 8월 진안 갈문왕(眞安 葛文王)으로 책봉되고, 이때 형 백반(伯飯)도 진정 갈문왕(眞正 葛文王)에 책봉되었다. 한편 김국반의 갈문왕 책봉에 대해, 당시 신라의 왕위 계승이 장자 상속제가 확립되면서 왕의 아우에게는 계승권이 없어지는 대신 일정한 대우를 해주었음을 의미한다는 견해가 있다.

## 가계
- 아버지 : 동륜태자(銅輪太子)
- 어머니 : 만호부인(萬呼夫人)
  - 국왕 : 국반 갈문왕
  - 부인 : 월명부인(月明夫人) - 아니부인(阿尼夫人)으로도 불리고 성은 박씨(朴氏)이며 만천 갈문왕(滿天 葛文王)의 딸.[2]
    - 딸 : 승만궁주(勝曼宮主) - 647년에 진덕여왕으로 즉위

## 김국반이 등장하는 작품

### TV 드라마
- 《삼국기》(KBS, 1992년~1993, 배우:한진희
- 《대왕의 꿈》(KBS, 2012~2013, 배우:홍일권)